# Wild Dreams
Wild Dreams е дванадесетият студиен албум на ирландската група „Уестлайф“, издаден през ноември 2021. Албумът достига номер 2 както във Великобритания така и в Ирландия. Продаден е в общо 100 хиляди копия и получава златна сертификация. Издадени са общо 3 сингъла: Starlight, My Hero, и Alone Together.

## Списък с песните

### Оригинален траклист
1. Starlight – 3:44
2. Alone Together – 3:28
3. Wild Dreams – 2:32
4. Lifeline – 3:31
5. Alive – 3:31
6. Rewind – 3:48
7. Do You Ever Think of Me – 3:25
8. My Hero – 3:16
9. End of Time – 3:16
10. Magic – 3:20
11. Always with Me – 3:04

### Дигитално и делукс издание
1. World of Our Own (на живо от Ulster Hall) – 4:10
2. Uptown Girl (на живо от Ulster Hall) – 3:12
3. Flying Without Wings (на живо от Ulster Hall) – 4:24
4. You Raise Me Up (на живо от Ulster Hall) – 6:50